# Papillomatose
Une papillomatose est une affection provoquée par le papillomavirus humain. En colonisant un tissu biologique (comme la peau ou une muqueuse), il provoque l'hyperplasie et l'élargissement des cellules, ce qui crée des masses de tissu : des papillomes .
La forme la plus répandue de papillomatose touche les voies aériennes et est appelée papillomatose respiratoire récidivante (PRR). Les papillomes peuvent se former dans le nez, la bouche, ou les poumons. Leur présence dans le larynx est celle qui provoque le plus de séquelles. Elle est provoquée par une variété de papillomavirus, HPV6 ou 11.
Sous sa forme juvénile les symptômes apparaissent entre 1 et 4 ans, pour la forme adulte, entre 20 et 40 ans. L'incidence de la papillomatose dans le larynx en Europe est de 3-4 pour 2000 enfants de moins de 12 ans.

## Description clinique
Les signes dépendent de la localisation, de l'étendue et de la progression des lésions. Pour la forme laryngée (qui touche le Larynx)  les signes incluent un enrouement, une toux, une respiration sifflante. Lorsque les lésions atteignent les cordes vocales, une voix qui devient plus rauque. Lors d'une invasion des bronches, une dyspnée chronique, une suffocation et une syncope. Du fait de la croissance rapide des lésions, les signes ont tendance à être plus sévères chez l'enfant, ce qui peut compromettre les voies aériennes et mettre en jeu le pronostic vital. La coexistence d'un reflux laryngo-pharyngé aggrave les manifestations cliniques de la PRR. L'évolution clinique de la maladie varie d'une présentation légère avec rémission spontanée, à une maladie agressive ou chronique.

## Diagnostic
L'endoscopie est la méthode standard utilisée pour obtenir un diagnostic précis. De multiples lésions lisses non nécrotiques et ressemblant à un chou-fleur peuvent s'observer à l'endoscopie[réf. nécessaire].
Une autre méthode consiste à détecter l'ADN du papillomavirus présent dans les voies aériennes par PCR et séquençage[réf. nécessaire].

## Traitement
La régression spontanée des papillomes est possible, même si l'on n'en connaît pas précisément le mécanisme. L'objectif du traitement de la PRR est donc de maintenir des voies aériennes correctes jusqu'à ce que les papillomes régressent spontanément, avec un minimum de séquelles du fait des modalités de traitement[réf. nécessaire].
L'objectif principal de la chirurgie consiste à réduire les papillomes et à empêcher les obstructions respiratoires importantes. Quelle que soit la forme de la réduction chirurgicale, elle ne doit pas endommager (ou le moins possible) les structures laryngées environnantes. Le laser (CO2) permet de réaliser une excision ou vaporisation sous-épithéliale des tissus atteints par le papillome. Le laser est précis mais présente un risque d'échauffement du larynx. Les rasoirs mécaniques (microdébrideurs) sont longs et adaptés à cet usage dans le larynx. Les papillomes sont aspirés dans un instrument et coupés des tissus environnants avec une grande précision. Les dommages aux tissus collatéraux sont donc minimisés.

## Transmission et prévention
La transmission se fait principalement via les rapports sexuels pour la forme adulte, et pendant l'accouchement pour la forme juvénile lorsque la mère est atteinte par le HPV. La prévention est la vaccination précoce (avant 15 ans) contre le papillomavirus
La transmission peut également se faire par l'exposition aux fumées chirurgicales pour le personnel travaillant dans les blocs opératoires (une papillomatose laryngée a été reconnue comme maladie professionnelle pour une infirmière qui exerçait la fonction d’instrumentiste lors de traitements de papillomatoses).